# Djavan (álbum de 1979)
Djavan é o segundo álbum de estúdio do cantor, compositor brasileiro Djavan, lançado em dezembro de 1978.
Traz músicas que marcaram sua carreira, como "Serrado", que ganhou videoclipe pelo programa Fantástico, da TV Globo em 14 de abril de 1979; "Cara de Índio", da trilha da telenovela Aritana, da TV Tupi, em 1978; "Dupla Traição", antes gravada por Nana Caymmi, em 1976; "Álibi", sucesso na voz de Maria Bethânia em 1978; e "Samba Dobrado", interpretada ao vivo por Elis Regina em 1979. Por fim, a canção "Água" foi gravada em italiano pela cantora Loredana Bertè em 1985, e chegou ao top 40 no país.

## Recepção
| Críticas profissionais | Críticas profissionais |
| Avaliações da crítica  | Avaliações da crítica  |
| Fonte                  | Avaliação              |
| ---------------------- | ---------------------- |
| Allmusic               | [ 3 ]                  |
| Notas Musicais         | [ 4 ]                  |

Alvaro Neder em sua crítica para o AllMusic concedeu ao álbum 4 de 5 estrelas, chamando-o de "excelente", dando ênfase as canções "Serrado", classificando-a como "animada", "Numa Esquina de Hanói," "Samba Dobrado," além de "Álibi", chamando-a de intensa, a "evocativa" "Cara de Índio," e a sensível "Água". Mauro Ferreira do site Notas Musicais foi extremamente positivo devido ao "leque rítmico mais diversificado do que seu antecessor," afirmando que "foi o disco que sedimentou a marca desse cancioneiro que djavaneia samba, balada, blues, música africana e jazz com toque personalíssimo."

## Faixas
Todas as faixas escritas e compostas por Djavan. 
| Lado A |                         |         |  |
| N.º    | Título                  | Duração |  |
| 1.     | "Cara de Índio"         | 3:08    |  |
| 2.     | "Serrado"               | 3:33    |  |
| 3.     | "Água"                  | 3:40    |  |
| 4.     | "Álibi"                 | 2:21    |  |
| 5.     | "Numa Esquina de Hanói" | 2:57    |  |
| 6.     | "Minha Mãe"             | 2:22    |  |

| Lado B |                       |         |  |
| N.º    | Título                | Duração |  |
| 7.     | "Alagoas"             | 2:14    |  |
| 8.     | "Estória de Cantador" | 4:15    |  |
| 9.     | "Nereci"              | 3:18    |  |
| 10.    | "Samba Dobrado"       | 3:29    |  |
| 11.    | "Dupla Traição"       | 3:02    |  |